# Hellmuth Eichner
Hellmuth Eichner (* 15. Mai 1946 in Schönenberg; † 7. September 2012 in Bonn), genannt der Eichner, war ein deutscher Maler und Bildhauer.

## Biografie
Eichner studierte zunächst an den Kölner Werkschulen und wurde 1971 wegen Blasphemie von der Kadow-Klasse verwiesen. Anschließend folgte ein Studium an der Kunstakademie Düsseldorf, wo er Meisterschüler bei Rolf Sackenheim und zeitweise Schüler bei Joseph Beuys war.
Seit 1965 wurden seine Bilder in zahlreichen Ausstellungen im In- und Ausland präsentiert. Sie sind zudem in mehreren öffentlichen Sammlungen vertreten. Der Künstler konnte bereits 1985 auf 100 Einzel- und Kollektivausstellungen verweisen.
2004 erfolgte die Aufnahme Eichners in das Handbuch bildender Künstler (K. G. Saur Verlag, München).
Eichner lebte und arbeitete seit 2000 in Swisttal-Buschhoven. Er starb nach langer Krankheit im Alter von 66 Jahren.

## Ausstellungen (Auswahl)
- 1966 Traum und Wirklichkeit, Galerie Gmurzynska, Köln
- 1967 und 1969: Kölnischer Kunstverein, Köln, Jahresausstellung
- 1970 Hellmuth Eichner: Ölgemälde, Kulturamt der Stadt Offenbach
- 1972, 1974 und 1976: Internationale Kunst- und Informationsmesse Düsseldorf (IKI)
- 1972 Art, Basel
- 1972 und 1974 Göttinger Kunstmarkt
- 1972 Friedrich-Ebert-Stiftung, Bonn
- 1973 und 1977 Internationaler Kunstmarkt Köln (IKM)
- 1974 Galerie Marco Edition, Bonn
- 1975 Galerie Hennemann, Bonn
- 1975, 1978–86 jährlich, 1988, 1990 Große Düsseldorfer Kunstausstellung
- 1978 100 deutsche Künstler in Krakau
- 1981 Kunstverein Freiburg
- 1982 Städtisches Kunstmuseum Bonn, Bonner Künstler aktuell
- 1985 Bonner Kunstverein, Bonner Bilderbogen
- 1986 Das Christusbild heute, Augsburg
- 1986 Galerie für Christliche Kunst, München
- 1986 Städtisches Kunstmuseum Bonn, Papierbilder
- 1986 Städtisches Kunstmuseum Ratingen
- 1989 Museum of Modern Art, Oxford, Links
- 1991 Kunstverein Frechen, Einzelausstellung
- 1993 GUS St. Petersburg
- 1994 Stadtmuseum Gera, Erotika
- 2000 Budapest, Bundesverband Bildender Künstlerinnen und Künstler
- 2002 Stadt Sankt Augustin, Konrad-Adenauer-Stiftung, 30 Jahre danach, Deutsche Post AG, Bonn
- 2003 Ausstellung im Glasmuseum Rheinbach und Herausgabe eines Kataloges über Die Zauberflöte
- 2004 Künstlergruppe Bonn Orakel im Künstlerforum Bonn
- 2004 Oper Köln, Die Zauberflöte
- 2006 Art7, Bizarr, Künstlerforum Bonn
- 2007 Haus der evangelischen Kirche in Bonn, Adenauer Allee 37, Vortrag: Ist Kunst Religion?

Ankäufe von Hellmuth Eichners Bildern finden sich u. a. im Katalog des städtischen Kunstmuseum Göttingen (1975), im Kunstmuseum und im Rheinischen Landesmuseum in Bonn, sowie in mehreren Bonner Ministerien. Das ehemalige Postministerium (heute Deutsche Post AG) erwarb das Triptychon Kunst und Arbeit, keine Gegensätze.

## Kunstpreise (Auswahl)
- 1970 Rhein Tiber Preis, Rom
- 1973 Europa Preis, Oostende

## Filmografie
- 1971 Almanach der Woche, WDR III, Film über Eichner von Dr. Jürgen Hassel
- 1991 Bildergeschichten, Film im ZDF von Heinrich Breloer
- 1993 RTL Film über das Bild Arbeiter mit Spießbütt